# Александровка (Сахновщинский район)
Алекса́ндровка (укр. Олександрівка) — село, 
Катериновский сельский совет,
Сахновщинский район,
Харьковская область.
Код КОАТУУ — 6324883003. Население по переписи 2001 года составляет 94 (37/57 м/ж) человека.

## Географическое положение
Село Александровка находится на расстоянии в 3,5 км от реки Вшивая (левый берег).
Рядом с селом протекает пересыхающий ручей с несколькими запрудами.

## История
- 1825 — дата основания.